# Positionneur

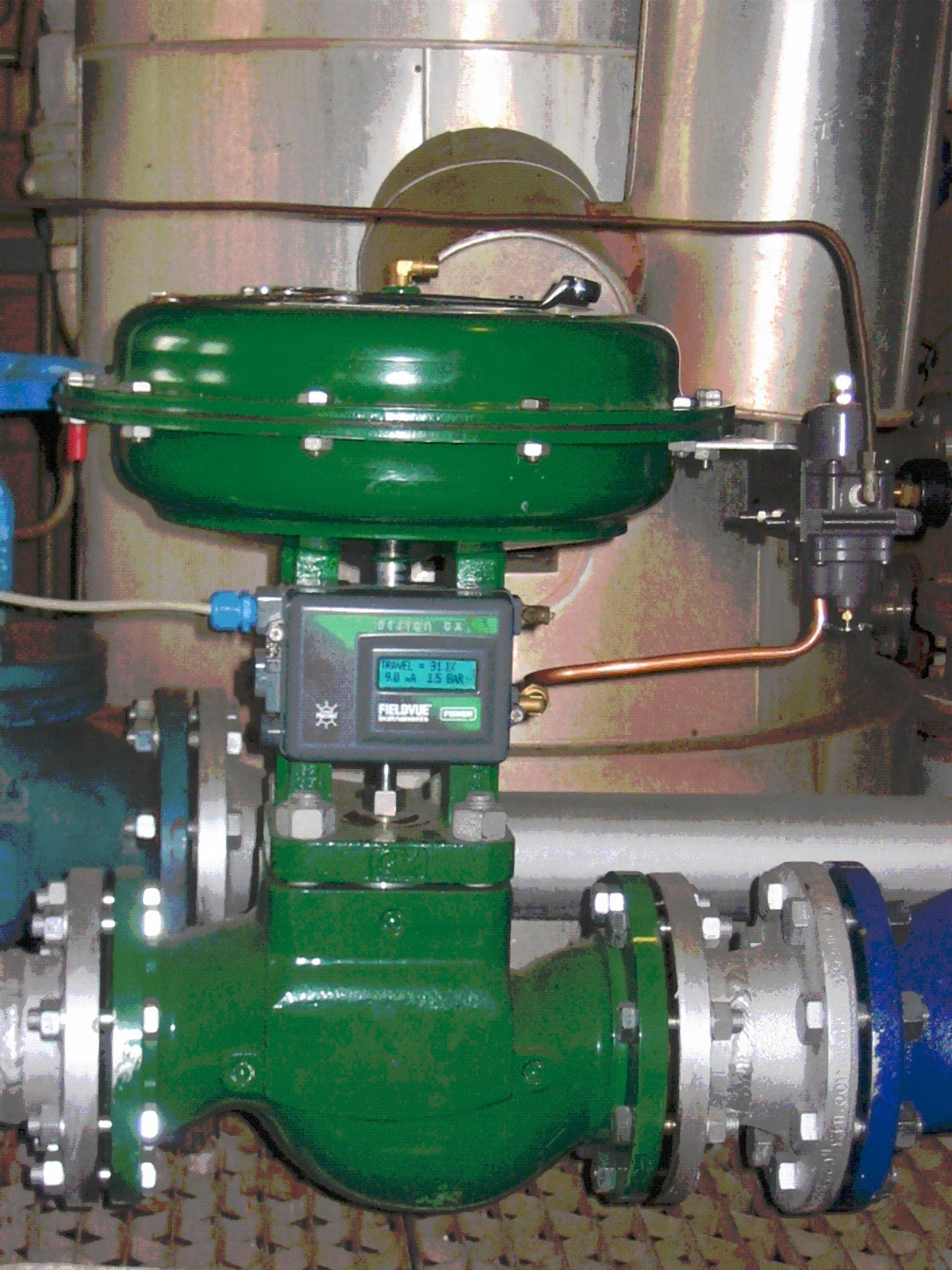
Vanne de régulation avec positionneur programmable

Le positionneur est un appareil qui permet de placer et maintenir une pièce dans une certaine position.     
En régulation industrielle, le positionneur est un mécanisme utilisé pour piloter à distance l'ouverture d'une vanne. Il permet de stabiliser le clapet de la vanne dans la position voulue, selon la consigne fournie par le régulateur . Ce positionnement est rapide et fidèle, en dépit des perturbations du système.     

## Caractéristiques techniques

### Nécessité du positionneur

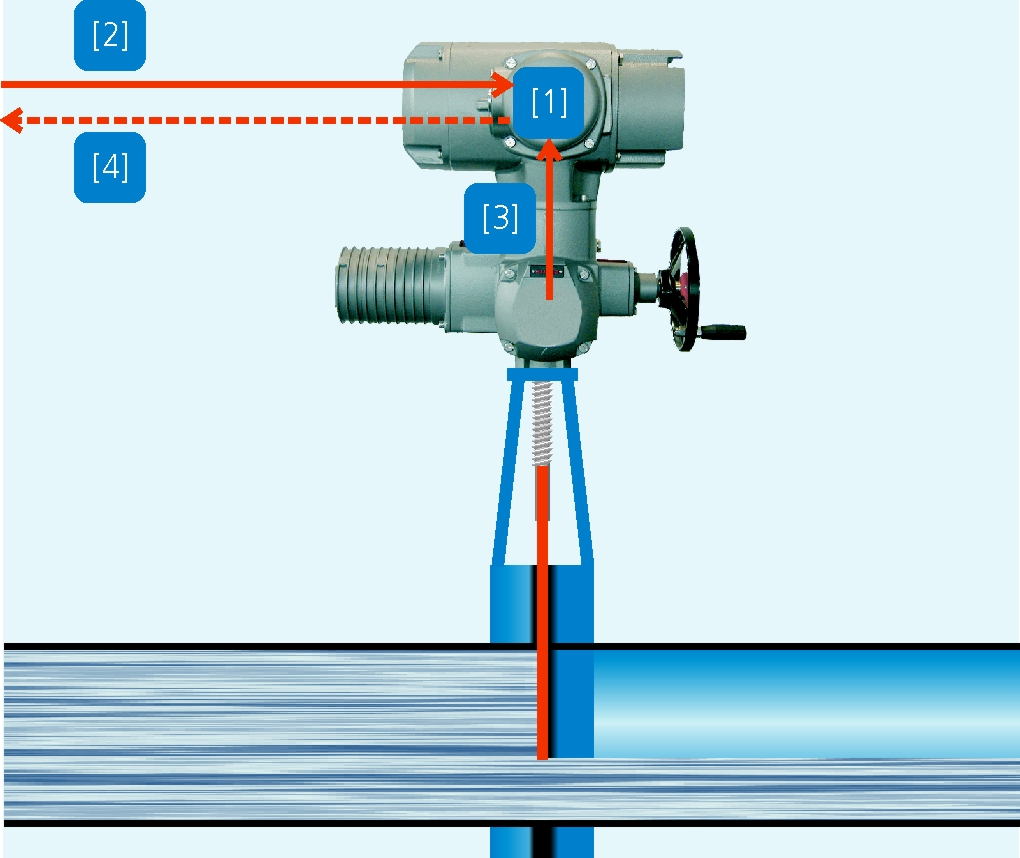

La pression aléatoire du fluide exerce un effort d'ouverture sur la vanne et déstabilise sa position de consigne [2] d'où la nécessité de mesurer la position de la tige, valeur réelle [3], qui est retournée au positionneur [1].       
Le positionneur va agir sur la pression de commande, pour l'auto-maintien de la commande. Le système requiert souvent une recopie de position [4]      

### Avantages du positionneur
- Réalise l'asservissement de position
- Change le sens d'action de la vanne
- Convertit le signal de commande (convertisseur I/P)
- Change la loi intrinsèque de la vanne (positionneur à came)
- Amplifie la pression envoyée sur le servomoteur
- Changement d'échelle dans le cas d'une régulation en split range
- Diminution du temps de réponse de la vanne

### Type de perturbations
Le positionneur doit permettre de gérer les différentes perturbations liées au fluide : 
- action de déséquilibre du fluide dues au pertes de charge
- frottement du clapet dû à des liquides visqueux

Et à l'inertie du système :
- friction de la tige du clapet
- grippage du clapet ou de sa jupe
- grippage des guides
- effets d'inertie du servomoteur[1]

### Types de positionneurs

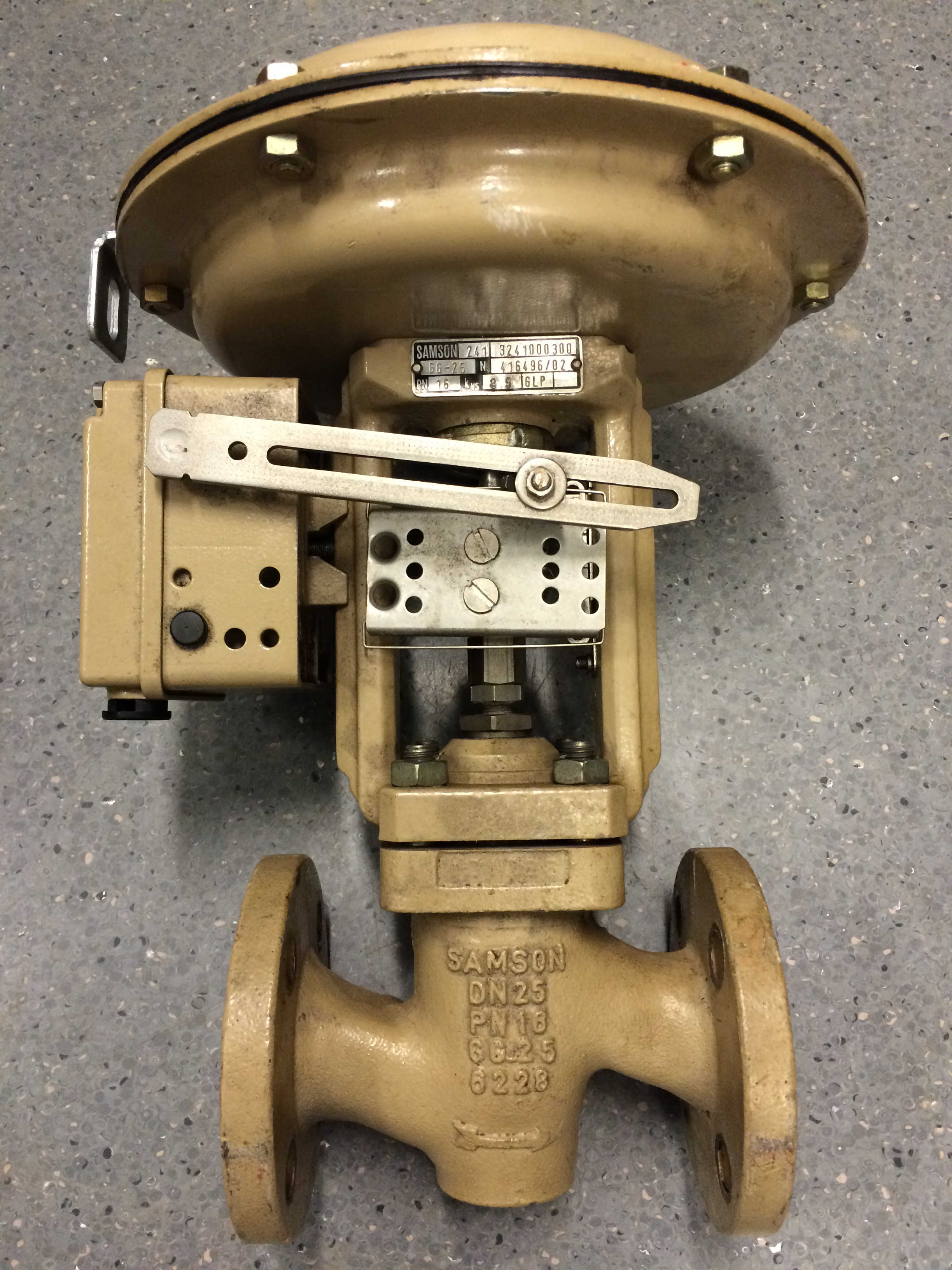
Vanne de régulation avec positionneur à levier

- Positionneur programmable

- Positionneur vanne 1/4 de tour
- Positionneur à levier
- 4-20 mA ou 0-10 V.

### Détection de position de la vanne
- Par levier (modèle à contact)
- Par magnétorésistance géante (GMR, pour les modèles sans contact). L'aimant permet de mesurer des courses allant jusqu'à 150 mm maximum et des angles de rotation allant jusqu'à 120°.

### Relié aux servomoteurs
- À fraction de tour
- De type linéaires

### Configuration
- Par PC
- Par affichage direct des histogrammes et informations graphiques sur écran intégré

### Communication
Via 
- Profibus PA
- Fondation Fieldbus
- HART

### Boucle de régulation de la vanne de régulation
- Le positionneur électropneumatique est un convertisseur I/P (intensité/pression) recevant une commande du régulateur en mA (4–20 mA), et la transforme en un signal pneumatique en bar (0,2 - 1 bar) vers l'actionneur.

- Le positionneur pneumatique  reçoit un signal pneumatique et transmet un signal pneumatique vers l'actionneur